# Río Pecos
El río Pecos (llamado Pecos River en Texas y río Pecos, en español, en Nuevo México) es un largo río del sur de Estados Unidos que fluye en dirección sureste a través de los estados de Nuevo México y Texas hasta desaguar en el río Bravo (llamado río Grande en Estados Unidos), del que es su mayor afluente, en la frontera con México. Tiene una longitud de 1450 km y drena una cuenca de 115 000 km².

## Geografía
El río Pecos nace en las montañas al este de Santa Fe (Nuevo México), corre a través de la parte oriental del estado antes de entrar en el suroeste de Texas, donde desemboca en el río Bravo junto a Del Río (Texas).

## Tramos protegidos
El 6 de junio de 1990 un tramo de 33 km en Nuevo México fue declarado como río salvaje y paisajístico nacional, de los que 21,7 km son salvajes y 11,26 km de recreo.

## Historia
En la segunda mitad del siglo XIX, la expresión «West of the Pecos» (literalmente, al oeste del Pecos) era usada como referencia al Salvaje Oeste.